# Index Palmarum
Index Palmarum (abreviatura estándar Index Palm.) es un libro con ilustraciones y descripciones botánicas escrito por el horticultor y botánico alemán Hermann Wendland, publicado en el año 1854, con el nombre de Index palmarum, cyclanthearum, pandanearum, cycadearum, quae in hortis europaeis coluntur. Hannover, editor Hahn, 68 pp. 1854 en línea